# Hugo Ibarra
Hugo Benjamin Ibarra, född 1 april 1974, är en före detta argentinsk fotbollsspelare. Han spelade nio år för Boca Juniors där han är en klubbikon och har spelat över 200 matcher.

## Karriär
Hugo Ibarra började att spela för Colón de Santa Fe 1995 och efter 3 år i klubben flyttade han vidare till storklubben Boca Juniors. 2001 åkte han till Europa efter att portugisiska klubben FC Porto hade köpt honom. Då Ibarra inte hade ett europeiskt pass lånades han tillbaka till Boca säsongen 2002–2003. 2003–2004 lånades han ut till AS Monaco och blev ordinarie i det lag som förvånande lyckades ta sig till final i Champions League 2003-2004 för att ironiskt nog bli besegrade av Porto som ägde honom.
Efter Monaco spelade Ibarra i Espanyol säsongen 2004–2005. Han uttryckte hemlängtan och efter komplicerade förhandlingar kunde Boca Juniors köpa hem honom 2005.

## Spelstil
Ibarra spelar som högerback men kan även spela som högermittfältare och vänsterback. Han är en tvåvägsspelare med bra löpstyrka och inlägg. Han besitter bra teknik för en back och styr mycket av spelet på högerkanten och på den defensiva planhalvan.

## Landslaget
Ibarra var med i Copa América 1999 och 2007.